# Conférence épiscopale vénézuélienne
Pour les articles homonymes, voir CEV.
La Conférence épiscopale vénézuélienne (en espagnol : Conferencia Episcopal Venezolana, abrégé CEV) est une conférence épiscopale de l’Église catholique qui réunit les ordinaires du Venezuela.
Elle fait partie du Conseil épiscopal latino-américain (CELAM), avec une vingtaine d’autres conférences épiscopales.

## Membres
La conférence réunit :
- les archevêques et évêques diocésains, qu’ils soient titulaires, coadjuteurs, auxiliaires ou émérites ;
- les vicaires et préfets apostoliques ;
- les administrateurs diocésains ;
- les autres ordinaires liés au Venezuela (l’ordinaire militaire du pays, par exemple).

Cela compte une cinquantaine de membres.

## Historique
Il faut attendre après le Concile plénier latino-américain, qui se tient à Rome en Italie du 28 mai au 9 juillet 1899, pour voir un début d’échange entre les évêques du territoire du Venezuela. Ils se réunissent une première fois informellement en 1904.
C’est après le concile Vatican II qui a lieu en 1965 qu’est officiellement poussée la notion de « conférence épiscopale » par le Saint-Siège. Les évêques du Venezuela se reconnaissent comme tel en 1972, et fondent la conférence dans l’année suivante.
Une première publication officielle est faite en juillet 1973. La deuxième, en novembre de la même année, publie les statuts décidés dans une assemblée constituante entre les 9 et 14 juillet. La « première » assemblée plénière a lieu le 12 janvier 1974.

## Sanctuaires
La conférence épiscopale a désigné quatre sanctuaires nationaux :
- le sanctuaire du Nazaréen d’Achaguas[6], désigné en 2010[7] ;
- la basilique Sainte-Chapelle de Caracas[8] ;
- la cathédrale-basilique Notre-Dame-de-Coromoto de Guanare[9] ;
- la basilique Notre-Dame-de-Coromoto de la paroisse civile de La Virgen de Coromoto[10].